# Torrente indiano
 Torrente indiano es una película en blanco y negro de Argentina dirigida por Bernardo Spoliansky y Leo Fleider sobre el guion de Ariel Cortazzo que se estrenó el 28 de enero de 1954 y que tuvo como protagonistas a Joaquín Pérez Fernández y Miguel Ligero. El rodaje fue iniciada por Spoliansky en 1949 filmando seis de los nueve cuadros musicales antes de suspenderse la película, que fue terminada por Fleider en 1953.

## Sinopsis
Al regresar de una gira el famoso bailarín Joaquín Pérez Fernández le cuenta su vida a su esposa.

## Reparto
- Joaquín Pérez Fernández
- Miguel Ligero
- Francoise Pérez Fernández
- Néstor Pérez Fernández
- Esperanza Palomero
- Pascual Nacaratti
- Domingo Sapelli
- Rosa Leporace
- José María Pedroza
- Nenina Fernández
- Miguel Cossa
- Cayetano Biondo
- Tito Perla
- Héctor Bousquet
- Eduardo Faluggi
- Jorge Villoldo
- Víctor Martucci
- José Guisone
- Alba Varela
- María Esther Corán

## Comentarios
La Razón dijo del filme:

”Poco interesa  su relato, simple pretexto para unir las estampas coreográficas que constituyen lo vital y permanente del film.”

Por su parte Noticias Gráficasseñaló en su crítica las:

”Excelentes estampas con danzas.”